# Leptostigma
Leptostigma là một chi thực vật có hoa trong họ Thiến thảo (Rubiaceae).

## Loài
Chi Leptostigma gồm các loài: